# Ингушские святилища и храмы
Ингушские святилища и храмы — уникальные памятники древней ингушской архитектуры, представляющие собой монументальные религиозные культовые каменные сооружения, расположенные преимущественно в Джейрахском районе Ингушетии.
Культовые памятники Горной Ингушетии весьма многочисленны. На территории современного Джейрахского района располагалось около 150 населенных пунктов. За редким исключением они встречаются практически у каждого населенного пункта. В своей классификации памятников материальной культуры ингушей известный советский археолог и кавказовед Е. И. Крупнов включил их в третью группу, как имеющие религиозный и культовый характер.

## История
Древнейшими культовыми местами у ингушей являлись священные горы, скалы, пещеры, рощи, поляны и другие природно-географические объекты, с которыми в языческом сознании связывались места обитания божеств и духов. Наиболее почитаемые боги помещались, как известно, на вершинах гор. Эти древнейшие представления продолжали бытовать и в Средневековье. Такие культовые места располагались на Цейломе, у таких селений, как Верхний Джейрах, Фуртоуг, Духаргишт, Ляжги, Фалхан, Кейрах, Нижний Хули и других. В священных рощах запрещалась охота, рубка деревьев, сбор плодов и ягод. Использование каких-либо «даров природы» со священных мест допускалось только на религиозные праздники исключительно в культовых целях.
Одним из таких мест являлось урочище Елти-Корт, посвященное древнеингушскому богу охоты Елте. Оно находилось на высокой горе в окрестностях селения Гул (Гӏул). Урочище считалось священным. Там были, как пишет Семенов Л. П.: «грудой свалены рога оленей. Деревья, росшие на этом месте, нельзя было рубить из боязни навлечь на себя несчастье; запрещалось пасти скот — из боязни, что у коров и коз не будет молока». Во время засухи жители окрестных селений ходили в Елте-Корт для совершения молений о ниспослании дождя.
К особому роду культовых мест относились горные перевалы, где часто встречаются архитектурные памятники, в том числе культовые. Перевалы имели важное политическое, экономическое и культурное значение в жизни горцев-ингушей, являясь узловыми пунктами путей сообщения. Перевалы — связующее звено между разрозненными горными территориальныйми обществами, представляли собой своеобразный символ потенциального единства. Преодолев высокий перевал, житель обособленного ущелья попадал в такой же маленький мирок соседей, где у него были родственные, деловые и дружеские связи. На одном из важнейших перевалов горной Ингушетии, связывавших ее центр Галгайче с западными и восточными ингушскими обществами – Цейломе и Цорейлам, вблизи ухоженных троп, располагались интересные культовые места, представлявшие собой огромные кучи камней. Согласно преданиям, каждый проходивший здесь горец оставлял небольшой камень и таким образом благодарил духов за удачно пройденный путь.

## Типы и характеристики
Специальные постройки для культовых целей повсеместно возводились исключительно из камня. Все они представлены двумя видами: святилища-здания и столпообразные святилища. Святилища первого вида представляют собой прямоугольные в плане постройки склепообразной формы, различных размеров, с двускатноступенчатой кровлей из уплощенных камней и шиферных плиток. Кровля завершается коньком – гребнем из длинных овальных камней. Потолок в святилищах чаще всего сводчатый, изредка – плоский.
Профессор Л.П. Семенов, акцентируя внимание на географии распространения святилищ-зданий со ступенчатой двускатной кровлей, отмечал, что они распространены от Столовой горы до реки Ассы. Начиная от правого берега Ассы и далее к востоку памятники этого рода отсутствуют. Культовые памятники в восточной части Ингушской области представлены лишь небольшими столпообразными сооружениями более поздней и упрощенной архитектуры.
Святилища-здания принято классифицировать на языческие и христианские. Последние идентифицируются как храмы, либо как храмы-святилища, что подчеркивает двойственность их происхождения и культового назначения. Собственно нет ни одного культового памятника, который функционировал бы как сугубо христианский. Христианские храмы как правило основывались на месте бывших языческих святилищ, а после упадка христианства в горах вновь возвращались к своему первоначальному назначению. К числу таких храмов-святилищ, относятся крупнейшие культовые постройки Горной Ингушетии: Тхаба-Ерды, Альби-Ерды, Таргимский храм, Дялите (Долте), святилище у с. Дошхакле, Тумгой-Ерда, Маго-Ерда, Дзорах-Дяла. К христианским храмам причисляют и культовые постройки у селений Памет (Памет-Ерда), Фалхан (Гиерг-Аьргие), храм у с. Кошк и некоторые другие.

### Общерегиональное значение

#### Тхаба-Ерды
В период позднего Средневековья крупнейший христианский храм Центрального Кавказа Тхаба-Ерды, по-видимому, уже функционировал в качестве языческого святилища регионального значения, объединявшего селения расположенные в Ассинской котловине: Эгикал, Хамхи, Таргим и некоторые другие. В то же время в этот период, когда политико-административный центр Горной Ингушетии был сосредоточен в этом районе, Тхаба-Ерды являлся и храмом общеингушского значения. Но последнее касалось его общественно-политических функций, в то время как в религиозном плане он, по всей видимости, все же оставался главным святилищем селений округи.

#### Дзорах-Дяла, Дялите и Тушоли
К крупным храмам-святилищам регионального значения также относятся Дзорах-Дяла и Дялите (Долте), первый из которых расположен у Верхнего Оздика и Гадаборша, второй — у с. Карт. Они, наряду с близлежащими святилищами Дяла в с. Дошхакле, составляли центр поклонения верховному богу Дяла, который ранее располагался выше этих селений на вершинах Цейлома. В ближайший круг селений, группировавшихся вокруг этих храмов святилищ бога Дяла, входили Дошхакле, Верхний и Нижний Карт, Гадаборш, Верхний, Средний и Нижний Оздик, Верхний и Нижний Лейми, Кели, Ког. В этом же районе располагался и центр культа богини Тушоли. Святилища Тушоли в разное время существовали на Цейломе и у селений Карт, Кели и Ког. В этом же районе сохранились фаллические памятники, символизирующие плодородие и связанные с культом богини Тушоли (Цейлом, с. Кели, Ког). В обществе Фяппи также был свой центр культа Тушоли, расположенный в районе с. Мэлери, Лежги, Кошк, Хамышк. Здесь у с. Мэлери располагался храм-святилище Тушоли.

### Регионально-родовое значение
К регионально-фамильным патронам относился Гурмет-Цӏу. Храм-святилище, посвященный ему, располагался у с. Гаппи. Помимо жителей этого селения Гурмет-Цӏу почитался в селениях соседнего ущелья: Хайрах, Кяхк и некоторых других. К культовым памятникам регионально-родового значения относится крупный храмсвятилище Тумгой-Ерда, почитавшийся жителями одноименного Тумгоевского ущелья («Тӏумхойчӏож»), включавшего несколько близкородственных поселений: Тумгой, Каштынхой, Галашпи, Бийсар, Цоли и некоторые другие. Эти же поселения, наряду с жителями близлежащего небольшого Салгинского ущелья («Чулхойчӏож») почитали расположенный в этом ущелье крупный храм-святилище Маго-Ерда, построенный в честь легендарного общего родоначальника фамилий-первопоселенцев этих ущелий (Тумхой и Салгирхой).

#### Сеска Солса-Ерда и Маго-Ерда
Рядом с храмом-святилищем Маго-Ерда, находится небольшой храм-святилище – Сеска Солса-Ерда. Легендарный эпический герой ингушей Сеска Солса по преданиям дружил с Маго. «Не случайно, что храмы Сеска Солса-Ерда и Маго-Ерда находятся по соседству, сами герои якобы похоронены на той же местности, где стоят эти два культовых сооружения».

#### Тамыж-Ерды и Амгали-Ерды
К святилищам, имевшим также узколокальное регионально-родовое значение, относятся Тамыж-Ерды («Ткъамыж-Ерд») и Амгали-Ерды, возведенные в честь одноименных божеств-патронов. Последние по преданиям ингушей считались братьями покровителя земледелия Мятцели. Интересно, что святилище Тамыж-Ерды располагалось в пещере, а само божество представлялось в виде духа, явившегося впервые людям в образе почитаемого ингушами домашнего животного, вожака овечьих стад – козла («бодж»), говорившего человеческим голосом и предписавшего обряды поклонения ему. Здесь прослеживается связь с присущим монотеистическим религиям элементом – мессианством. Само имя Ткъамыж-Ерд, по-видимому, имеет отношение к древнему культу солнца. «Ткъамыж» – значит «крылатый», а крыло – один из древних символов солнечного божества. Ткъамыж-Ерда являлся покровителем охотников и почитался за главную святыню жителей селений Верхнего и Нижнего Хули.
По мифологии ингушей, к братьям Мятцели относятся и божества Хал-Ерда и Амага-Ерда, в честь которых имеются святилища у селений Шоани и Мекалте. Они пользовались особым почитанием у территориальной группы — шоанхой. Эти божества-покровители, по всей видимости, являются аналогом вышеназванным Ткъамыж-Ерде и Амгали-Ерде. Во-первых, они названы братьями Мятцели, что подчеркивает общность их происхождения. Во-вторых, у них схожие имена. «Ткъам» и «Хал (Гӏал)» — символы солнечного божества, а в основе имен «Амгали» и «Амага», вероятно, лежит один корень «Iам», т. е. озеро. «В районе Амага-Ерды действительно имеются небольшие Синие озера (ингуш. Сийна Iамарч)».